# Iahodînka, Volodarsk-Volînskîi
Iahodînka (în ucraineană Ягодинка) este localitatea de reședință a comunei Iahodînka din raionul Volodarsk-Volînskîi, regiunea Jîtomîr, Ucraina.

## Demografie
Componența lingvistică a localității Iahodînka
     Ucraineană (97,01%)
     Rusă (2,99%)
Conform recensământului din 2001, majoritatea populației localității Iahodînka era vorbitoare de ucraineană (97,01%), existând în minoritate și vorbitori de rusă (2,99%).